# Acronicta paupercula
Acronicta paupercula là một loài bướm đêm trong họ Noctuidae.